# Törekvés SE
Törekvés SE – węgierski klub piłkarski z siedzibą w Budapeszcie działający w latach 1900–2002.

## Historia

### Chronologia nazw
- 1900: Törekvés Sport Egylet
- 1951: Kőbányai Lokomotív SK
- 1955: Kőbányai Törekvés
- 1957: Haladás
- 1958: Törekvés Sport Egyesület (SE)
- 1997: Törekvés Sz. I. SE
- 2000: Törekvés KISE
- 2001: Grund R. Törekvés

### Powstanie
Törekvés SE to jeden ze starszych węgierskich klubów sportowych. Powstał w 1900 roku. Do najwyższej ligi węgierskiej sekcja piłkarska weszła w roku 1903, mimo iż rok wcześniej w rozgrywkach zajęła zaledwie trzecie miejsce w drugiej lidze. Debiutancki sezon 1903 drużyna zakończyła na ostatnim, ósmym miejscu z zaledwie jednym zwycięstwem w czternastu meczach. W trakcie sezonu zespół notował m.in. spektakulare porażki 0:14 z MTK i FTC. Ostatnie miejsce spowodowało spadek do drugiej ligi. Po trzech sezonach Törekvés SE powrócił w szeregi pierwszoligowców i był w nich bez przerwy do sezonu 1925/26. Największym ligowym sukcesem było wicemistrzostwo ligi w sezonie 1916/17.

### Do II wojny światowej
Po reorganizacji rozgrywek ligowych pierwsza liga stała się ligą zespołów profesjonalnych, zaś Törekvés SE pozostał zespołem amatorskim, co wiązało się z konieczną degradacją do ligi amatorskiej. W niej klub grał przez siedem sezonów, by w sezonie 1935/36 ponownie znaleźć się wśród zespołów ekstraklasowych. W kolejnych sezonach drużyna grała na przemian w pierwszej i w drugiej lidze. Po raz ostatni Törekvés SE w ekstraklasie zagrał w sezonie 1945/46.

### Okres powojenny i XXI wiek
Po zajęciu ostatniego miejsca w rozgrywkach w sezonie 1945/46 klub spadł z ligi. Jak się miało okazać, nigdy już do niej nie powrócił. W kolejnych sezonach, pod różnymi nazwami, grał w drugiej, trzeciej i niższych ligach.
Po sezonie 2000/2001 zespół nawiązał bliską współpracę z innym budapeszteńskim klubem - Grund Rojik FC. Rezerwy zespołu Törekvés KISE zostały połączone z pierwszą drużyną Grund Rojik FC i występowały w sezonie 2001/2002 w szóstej lidze jako Grund Rojik FC-Törekvés II. Pierwszy zespół Törekvés KISE, wzmocniony czołowymi graczami z Grund Rojik FC przystąpił do rozgrywek czwartej ligi jako Grund R. Törekvés.
Do kolejnego sezonu Törekvés już nie przystąpił, zaś jego licencję i prawo do gry w czwartej lidze przejął Grund Rojik FC.

## Osiągnięcia
- W lidze (27 sezonów) : 1903, 1907/08-1915, 1916/17-1925/26, 1935/36, 1937/38, 1939/40-1940/41, 1942/43, 1945/46